# Ҡ (слово ћирилице)
Ҡ ҡ (искошено: Ҡ ҡ) је слово ћириличног писма. Настаје од ћириличног слова К (К к) са врхом који се хоризонтално протеже улево. Користи се у азбуци башкирског језика  и (неки облици) сибирскотатарског. Представља безвучни увуларни плозив 
Одговара и изговара се исто као слово Қ у казашком, каракалпачком, узбечком и (неким облицима) сибирскотатарског језика. У башкирском арапском писму је представљен као ق.

## Рачунарски кодови
| Знак                      | Ҡ                                  | Ҡ                                  | ҡ                                | ҡ                                |
| ------------------------- | ---------------------------------- | ---------------------------------- | -------------------------------- | -------------------------------- |
| Назив у Уникоду           | CYRILLIC CAPITAL LETTER BASHKIR KA | CYRILLIC CAPITAL LETTER BASHKIR KA | CYRILLIC SMALL LETTER BASHKIR KA | CYRILLIC SMALL LETTER BASHKIR KA |
| Врста кодирања            | децимална                          | хексадецимална                     | децимална                        | хексадецимална                   |
| Уникод                    | 1184                               | U+04A0                             | 1185                             | U+04A1                           |
| UTF-8                     | 210 160                            | D2 A0                              | 210 161                          | D2 A1                            |
| Нумеричка референца знака | &#1184;                            | &#x4A0;                            | &#1185;                          | &#x4A1;                          |

## Слична слова
- Қ қ  : Ћирилично слово К са силазницом
- Ӄ ӄ  : Ћирилично слово К са куком